# Lucio Papirio Cursor
Lucio Papirio Cursor (en latín Lucius Papirius Cursor) fue un político y general romano; fue cinco veces cónsul y dos veces dictador.

## Sus inicios y el caso Quinto Fabio
Papirio no entra en la historia hasta el momento en que fue nombrado magister equitum del dictador Lucio Papirio Craso en el año 340 a. C. Fue nombrado cónsul en 326 a. C., el año en que estalló la segunda guerra samnita. 
En el año siguiente fue nombrado dictador para llevar a cabo la guerra en lugar del cónsul Lucio Furio Camilo, que había estado gravemente enfermo. Su magister equitum era Quinto Fabio, que después adquirió el  sobrenombre de Máximo, uno de los generales romanos más distinguidos de la época. Poco después de que Papirio tomara el campo, una duda en cuanto a la validez de los auspicios que había tomado antes de marchar contra el enemigo, lo obligó a regresar a Roma y tomarlos de nuevo. Quinto Fabio se quedó para ocupar su puesto de comandante, pero con la orden expresa de evitar cualquier enfrentamiento con el enemigo durante la ausencia del dictador. 
Sin embargo, Fabio se dejó arrastrar a una batalla con los samnitas cerca de un lugar llamado Imbrinium o Imbrivium, y obtuvo una señalada victoria sobre el enemigo. Papirio exasperado por esta falta de disciplina militar se apresuró en volver al ejército para castigar al ofensor con la pena de muerte. Se lo impidió, sin embargo, el afecto de los soldados, que simpatizaban con Fabio, y amenazaron al dictador con un motín. Entonces Fabio huyó a Roma, donde tanto el Senado y el pueblo intercedieron en su nombre. 
Papirio se vio obligado a perdonarlo, pero no olvidó la ofensa, y regresó al ejército. 
Fue considerado por los soldados como un tirano, y en consecuencia de esta disposición del ejército, fue derrotado en la primera batalla que luchó contra el enemigo. Pero, después de haberse dignado a recuperar la buena voluntad de los soldados prometiéndoles el botín de batalla, obtuvo una victoria absoluta sobre los samnitas, y permitió a sus hombres saquear el país. 
Los samnitas ahora solicitaron una tregua, que fue concedida por el dictador durante un año, a condición de que debían vestir a todo su ejército y pagarles durante un año. Entonces Papirio regresó a Roma, y celebró un triunfo.

## El origen de sucognomen
Su cognomen, Cursor, significa "El Corredor", y procedía de que era capaz de andar más de 50 millas en formación de combate y exigía lo mismo a sus soldados. La tradición histórica dice que cuando unos veteranos de caballería se acercaron para solicitarle una serie de privilegios, el solo les dio uno:

Para que no digáis que no os excuso de nada, os excuso de frotar el lomo de vuestros caballos cuando desmontéis
Lucio Papirio citado por Tito Livio

## Sus campañas para expulsar a los samnitas de Apulia
En 320 a. C., Papirio Cursor fue nombrado cónsul por segunda (o tercera) vez, y volvió a tomar el mando de la guerra contra los samnitas en Apulia. Sin embargo, este hecho es incierto, pues incluso en los días de Tito Livio, los cónsules de ese año llevaban a cabo la guerra con dos ejércitos; o bien ésta fue llevada a cabo por un dictador con Lucio Papirio como su magister equitum. Sin embargo, lo cierto es que Papirio fue bloqueado en Luceria, y que su campamento fue sitiado por los samnitas, quienes cortaron todos los suministros, y habría estado perdido si no hubiera sido relevado del mando del ejército por su colega, Quinto Publilio Filón. Papirio continuó las operaciones en Apulia, en el año 319 a. C. también como cónsul. En este tiempo, los tarentinos se ofrecieron a actuar como mediadores entre los romanos y samnitas, pero esta proposición fue rechazada por Papirio con altivez, quien hizo un ataque con éxito al campamento de los samnitas que se vieron obligados a retirarse y dejar Luceria a su suerte. Siete mil samnitas en Luceria se dice que capitularon para obtener un libre paso, sin armas y bagajes, y los Frentanianos, que se habían rebelado contra los romanos, fueron obligados a someterse y entregar rehenes. Después, volvió a Roma y celebró su segunda victoria.

## Sus últimos consulados
En el año 315 a. C. Papirio obtuvo el consulado por cuarta (o quinta) vez. Aunque la guerra contra los samnitas estaba todavía en marcha, ni Papirio ni su colega Publio Filón son mencionados por Tito Livio por haber participado en las campañas de ese año, las cuales fueron llevadas a cabo por los dictadores, mientras que los cónsules se dice que se quedaron en Roma.  
En 313 a. C. Papirio fue investido con su quinto (o sexto) consulado. La guerra contra los samnitas estaba todavía en marcha, pero no se libró ninguna batalla, aunque los romanos hicieron conquistas permanentes, y por lo tanto la guerra dio un giro decidido a su favor. 

## Dictadura final y triunfo decisivo
En 309 a. C. Papirio fue nuevamente nombrado dictador para llevar a cabo la guerra contra los samnitas, para salvar al ejército de Cayo Marcio Rútilo Censorino, que estaba pasando apuros en Apulia, y para limpiar la deshonra de Caudium, que Roma había sufrido el año anterior. Su nombramiento en la dictadura tuvo cierta dificultad.
A Q. Fabio, que había sido su magister equitum, y casi había sido sacrificado por él, se le ordenó designar a Papirio. El recuerdo de lo que había pasado dieciséis años antes hacía difícil a Fabio obedecer el mandato del Senado, pero sacrificó sus propios sentimientos personales al bien de la República, y nombró Papirio en medio de la noche, sin decir una palabra. 
Papirio se apresuró con las legiones de reserva para asistir a Cayo Marcio. La posición del enemigo, sin embargo, era tan formidable, que durante un tiempo se limitó a observarlos. Poco después, sin embargo, se libró una batalla, en la que los samnitas fueron derrotados completamente. El triunfo de Papirio a su regreso a Roma fue muy brillante, a causa de las espléndidas armas que había tomado al enemigo; los escudos decorados con oro fueron distribuidos a lo largo de todo el foro. 
Este triunfo es el último evento que se menciona en la vida de Papirio, de lo que  debemos deducir que murió poco después. 
Su hijo, del mismo nombre, fue también un general distinguido que completó la conquista del Samnio en 272 a. C.